# 테오델린다
테오델린다 (Theodelinda 또는 Theudelinde, 570년경–628년)는 랑고바르드의 왕비로, 랑고바르드의 통치자 아우타리와 아기울프의 배우자였다.  616년부터 626년까지 아들인 아다로알드의 미성년 시절 랑고바르드 왕국의 섭정으로, 성년에 도달해서는 공동 섭정으로 있었다. 거의 30여 년간, 아펜니노산맥과 알프스산맥 사이 이탈리아의 대부분을 이뤘던 랑고바르드 왕국 전역에 영향력을 행사했다. 가톨릭을 믿는 프랑크족 출신으로 태어난 그녀는 첫 번째 배우자인 아우타리를 전통 신앙에서 기독교로 개종토록 했다.

## 생애
바이에른 공작 가리발트 1세와 불데트라다의 딸로 태어났다.
가리발트 왕의 바이에르메스 왕가의 공주였던 그녀의 권리에는 수세대에 걸쳐 통치해온 왕가 출신인 전임 랑고바르드의 왕 와코 내려온 어머니의 유산이 있었다.

### 첫 혼인
테오델린다는 랑고바르드의 왕 클레프의 아들 아우타리와 588년 첫 혼인을 했다. 교황 그레고리오 1세가 이 혼인을 부추기는 데 관심이 있었다고 하는 증거들이 존재하는데, 이는 그가 이전에 시도했었던 바이에른의 가톨릭 가문과 아리우스 교리를 믿는 랑고바르드인 간의 결합이 될 것이며, 당시에는 클로비스 1세의 증손녀 프랑크 왕국의 공주 베르타와 켄트의 에설버트의 혼인을 추진했었다. 테오델린다와 아우타리의 결혼 기간은 590년에 그가 사망하면서 짧았다.

### 두 번째 혼인

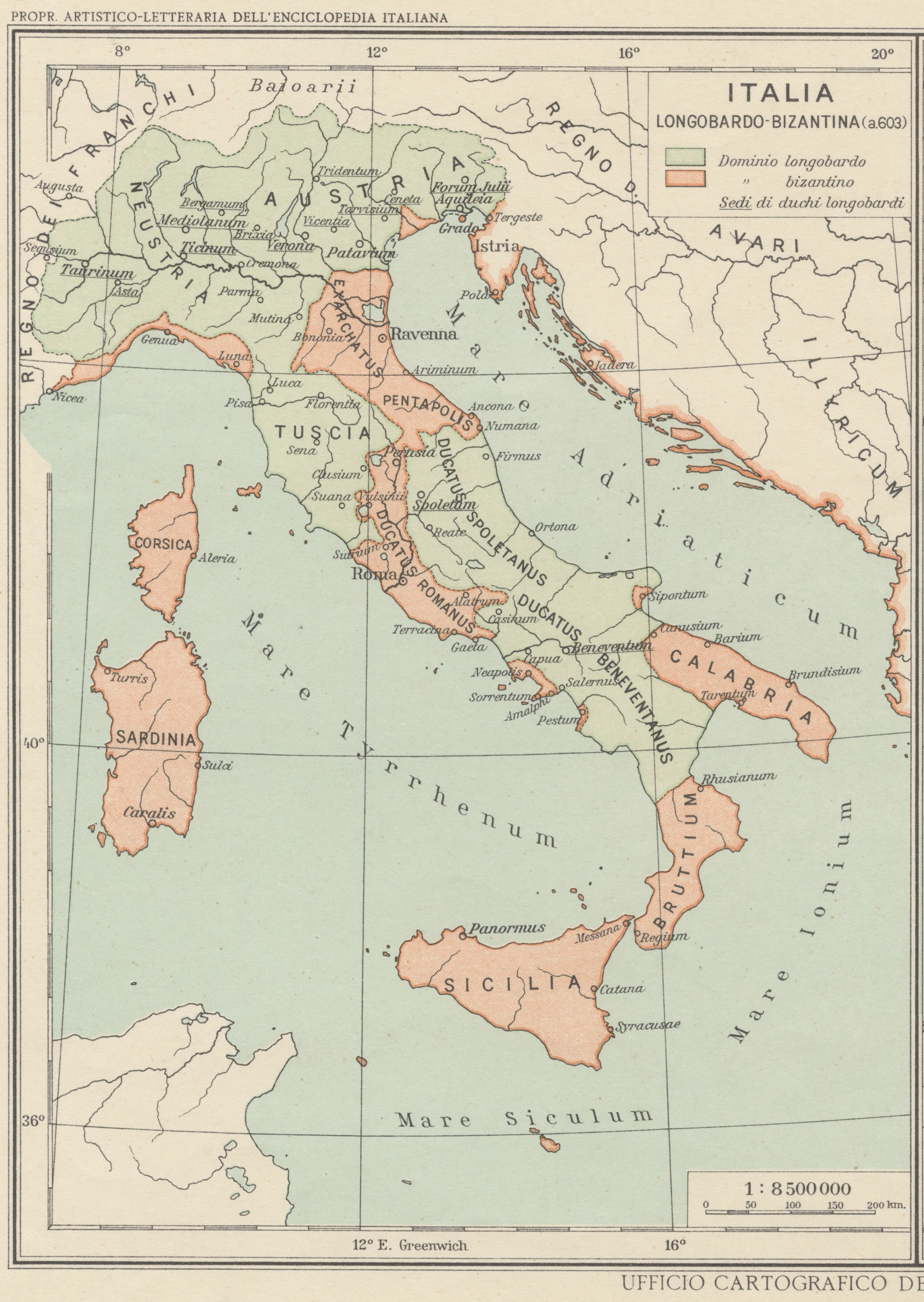
603년경 이탈리아의 지도.

테오델린다가 랑고바르드 왕국 전역에서 높이 존경받았기에 아우타리가 죽자, 그녀에게 권력을 유지하고 후임자를 택할 것을 요청받았다. 역사가 Roger Collins는 부제 파울루스에서 비롯한 이 주장을 의심하고,, 그녀의 선택이 정치적 협상이나 노골적인 힘의 결과였을 가능성이 더 크다고 주장한다. 무엇이 진짜이던 간에, 아우타리가 죽은 지 겨우 두 달 만에, 테오델린다는 아길루프를 본인의 다음 남편으로 지목했고 이 둘은 혼인을 했다. 그러고 난 뒤 그녀는 니케아 기독교가 경쟁 상대인 아리우스 기독교에 대해 이탈리아에서 우위권을 회복하는 데 많은 영향력을 행사했다. 그녀의 영향력은 아펜니노 산맥과 알프스 사이의 이탈리아 반도 대부분에 걸쳐 있었다.
한편 아기울프는 아리우스 신앙을 유지하는 가운데, 아들이 테오델린다와 함께 가톨릭식으로 세례를 받는 것을 허용했다. 랑고바르드 왕은 그가 피정복민들의 신앙을 받아들였다고 확신을 한 휘하 공작들과 문제에 휩싸였다. 아기울프는 테오델린다의 신앙이 비잔틴 제국에 대한 자신의 정책에 영향을 끼치지 하게 했다.  흔히, 테오델린다는 문서 상에 교황 그레고리오 (590–604)와 서신을 주고 받았으며, 그 중에 일부는 8세기 역사가 부제 파울루스에 의해 기록에 남았다. 이 서신들 내용 중에 일부는 그녀 남편의 개종에 관한 것이다. 더욱 가톨릭 기독교 신앙을 전파하기 위해, 그녀는 왕국 너머 가톨릭 선교사들을 받아들이기도 했다. 그녀의 경건함을 최대한 활용하고, 어쩌면 그녀의 지속적인 가톨릭 성향을 장려하기 위해, 교황 그레고리오는 그녀에게 시리아-팔레스타인 장인들의 은제 성유 그릇 여럿과, 비잔티움에서 온 복음 장식함, 금제 십자가들을 보냈다. 이 십자가는 보석으로 둘러싸여 있었고 ‘임박한 하느님의 왕국’에 대한 상징 의도로 만들어진 것이었다.

### 섭정
616년 아기울프가 죽고 얼마 안 되어, 그는 테오델린다는 그들의 아들 아달로알드의 공동 섭정으로 지명했고 그가 성년에 도달한 뒤에도, 그녀는 왕국의 공동 통치자로 남아 있었다.
약 35년 동안 테오델린다는 랑고바르드의 여왕이었다. 아마 그녀의 신앙 더욱 보이기 위해, 그녀는 몬차의 성 세례자 요한에게 봉헌된 가톨릭 대성당을 건설하고 넉넉히 기부하였다. 가톨릭 신앙에 대한 그녀의 지원에는 부제 파울루스에 따르면 보비오에 수도원 하나, 이후에는 페도나에도 하나를 건설한 것이 있었다고 한다.
몬차의 대성당 안에 있는 '금고'에는 정교하게 만들어진, 금박이 입힌 은으로 만든 암탉과 병아리 조각상이 눈에 띄는데, 교황 그레고리오에게서 받은 선물로 추정된다.

## 참조
1. ↑  테오델린디와의 관계 유지는 교황청의 이익과 관계가 있었으며, 이 관계는 그레고리오에게 하여금 랑고바르드 궁정에 드나들 수 있는 문턱을 제공했었다.[4]
2. ↑  그의 문헌 곳곳에서 왕비와 공작부인들에 대한 흠집 및 정치적 적대감을 흔하고 지속적으로 가리키고 있음에도, 부제 파울루스는 테오델린다에 대해서는 예외적이었는데, 그녀에 대해 그는 영웅으로 그려내며 매우 호의적으로 묘사했다.[8]
3. ↑  같은 해에 아기울프는 랑고바르드 왕위에 올랐고, 교황 펠라지오 2세가 죽었으며 대 그레고리오가 폰티펙스가 되었다.[11]
4. ↑  역사가 Johannes Fried는 이 십자가가 '그레고리오의 십자고상'으로 알려져 있었고 이때까지 잘 보존되어 있었다고 하였다.[15]
5. ↑  몬차의 유명한 보물에는 랑고바르드의 철관과, 교황 그레고리오가 아달로알드를 위해 그녀에게 보낸 요한의 복음서가 담긴 'theca persica' 등이 있다. 교황이 랑고바르드 왕비에게 보낸 또 다른 선물에는 성십자가의 일부가 담겨 있는 십자가 모양을 한 엔콜피온 (성유물함)이 있다.

The history of the 여왕의 역사와 유명한 랑고바르드의 철관과 그녀의 관계는 몬차 대성당의 테오델린다 예배당 안에 있는, 암브로조 및 그레고리오 차바타리가 제작한 프레스코화 (1444년)에 표현되어 있다.

### 참조 문헌
- Bauer, Susan Wise (2010). 《The History of the Medieval World: From the Conversion of Constantine to the First Crusade》. New York: W. W. Norton & Company. ISBN 978-0-39305-975-5.
- Brown, Thomas (1995). 〈The Transformation of the Roman Mediterranean, 400–900〉.   George Holmes. 《The Oxford Illustrated History of Medieval Europe》. Oxford and New York: Oxford University Press. ISBN 978-0-19960-582-8.
- Collins, Roger (1999). 《Early Medieval Europe, 300–1000》. New York: St. Martin’s Press. ISBN 978-0-31221-886-7.
- Duffy, Eamon (2006). 《Saints and Sinners: A History of the Popes》. New Haven; London: Yale University Press. ISBN 978-0-30011-597-0.
- Frassetto, Michael (2003). 《Encyclopedia of Barbarian Europe: Society in Transformation》. Santa Barbara, CA: ABC-CLIO. ISBN 978-1-57607-263-9.
- Fried, Johannes (2015). 《The Middle Ages》. Cambridge and London: The Belknap Press of Harvard University Press. ISBN 978-0-67405-562-9.
- Hartmann, L.M. (1913). 〈Italy under the Lombards〉.   H.M. Gwatkin; J.P. Whitney. 《The Cambridge Medieval History》. III [The Rise of the Saracens and the Foundations of the Western Empire]. New York: Macmillan & Co.
- Marina, Areli (2013). “The Langobard Revival of Matteo il Magno Visconti, Lord of Milan”. 《I Tatti Studies in the Italian Renaissance》 (University of Chicago Press) 16 (1/2): 377–414. doi:10.1086/673405. JSTOR 10.1086/673405. S2CID 194035594.
- O'Donnell, James (2008). 《The Ruin of the Roman Empire》. New York: Harper Collins. ISBN 978-0-06-078741-7.
- Silva, Paolo (1913). 〈Lombardy〉.   Charles G. Herbermann; Edward A. Pace; Conde B. Fallen; Thomas J. Shahan; John J. Wynne. 《Catholic Encyclopedia》 9. Robert Appleton Company and Encyclopedia Press. 2013년 7월 29일에 확인함.
- Todd, Malcolm (2004). 《The Early Germans》. Oxford and Malden, MA: Blackwell publishing. ISBN 978-1-40511-714-2.
- Wallace-Hadrill, J. M. (2004). 《The Barbarian West, 400–1000》. Malden, MA: Wiley-Blackwell. ISBN 978-0-63120-292-9.
- Wickham, Chris (2009). 《The Inheritance of Rome: Illuminating the Dark Ages, 400–1000》. New York: Viking. ISBN 978-0-67002-098-0.
- Wolfram, Herwig (1997). 《The Roman Empire and its Germanic Peoples》. Berkeley and Los Angeles: University of California Press. ISBN 0-520-08511-6.